# بانتشلاين
بانتشلاين (باليابانية: パンチライン، بالروماجي: Panchi Rain) (بالإنجليزية: Punch Line)‏ هو مسلسل أنمي ياباني تلفزيوني من إنتاج استوديو مابا، وإخراج يوتاكا أويمورا، عرض الأنمي في 9 أبريل عام 2015 واستمر عرضه في 25 يونيو عام 2015، على تلفزيون فوجي في فقرة نويتامينا، وتكون 12 حلقة.

## القصة
تدور أحداث القصة عن يوتا إيريداتسو هو فتى تعيش في مجمع سكني مع أربع فتيات
ذات يوم بعد حادثة حافلة، وجد يوتا نفسه خارج جسده وأصبح روحًا.

## الشخصيات
يوتا إيريداتسو (باليابانية: 伊里達 遊太، بالروماجي: Iridatsu Yūta)
مؤدية الصوت: مارينا إينوي
ميكاتان ناروغينو (باليابانية: 成木野 みかたん، بالروماجي: Narugino Mikatan)
مؤدية الصوت: سورا أماميا
إيتو هيكيوتاني (باليابانية: 曳尾谷 愛، بالروماجي: Hikiotani Ito)
مؤدية الصوت: ميناكو كوتوبوكي
ميكا دايهاتسو (باليابانية: 台初 明香، بالروماجي: Daihatsu Meika)
مؤدية الصوت: ريي كوغيميا
لوفرا تشيتشيبو (باليابانية: 秩父 ラブラ، بالروماجي: Chichibu Rabura)
مؤدي الصوت: هاروكا توماتسو
تسيرانوسوكي (باليابانية: チラ之助، بالروماجي: Chiranosuke)
مؤدية الصوت: يوري يوشيدا
ريوتو تيراوكا (باليابانية: 寺岡 龍都، بالروماجي: Teraoka Ryūto)
مؤدي الصوت: كينجي أكبان
تشيهايا تومودا (باليابانية: 友田 千早، بالروماجي: Tomoda Chihaya)
مؤدي الصوت: جون أوسوكا
كينجي ميازاوا (باليابانية: 宮沢 賢治، بالروماجي: Miyazawa Kenji)
مؤدية الصوت: مارينا إينوي
أكينا إيريداتسو (باليابانية: 伊里達 秋奈، بالروماجي: Iridatsu Akina)
مؤدية الصوت: ماريكو هوندا

## وصلات خارجية
- الموقع الرسمي باللغة اليابانية
- بانتشلاين على موقع IMDb (الإنجليزية)
- بانتشلاين على موقع قاعدة بيانات الفيلم (الإنجليزية)
- بانتشلاين على موقع ANN anime (الإنجليزية)